# Olha Ivzhenko
Olha Ivzhenko (en ucraniano: Ольга Івженко; 6 de octubre de 2003) es una deportista ucraniana que compite en halterofilia. Ganó una medalla de bronce en el Campeonato Europeo de Halterofilia de 2025, en la categoría de 55 kg.

## Palmarés internacional
| Campeonato Europeo | Campeonato Europeo  | Campeonato Europeo | Campeonato Europeo |
| Año                | Lugar               | Medalla            | Categoría          |
| ------------------ | ------------------- | ------------------ | ------------------ |
| 2025               | Chisináu (Moldavia) | Medalla de bronce  | 55 kg              |